# Teratak (Rumbio Jaya)
Teratak is een bestuurslaag in het regentschap Kampar van de provincie Riau, Indonesië. Teratak telt 2337 inwoners (volkstelling 2010).